# Anna Maria Mozzoni
Anna Maria Mozzoni (Milà, 5 de maig de 1837 - Roma, 14 de juny de 1920), va ser un periodista italiana, activista dels drets civils i pionera del feminisme a Itàlia.

## Biografia
Els pares d'Anna Maria (nascuda Marianna) tenien orígens nobles. El seu pare, Giuseppe Mozzoni, físic i matemàtic, tenia una casa i terres a Rescaldina, on Anna Maria i els dos germans grans van passar la infància. La seva mare, Delfina Piantanida, pertanyia a l'alta burgesia milanesa i posseïa terres a Cuggiono.
No obstant això, Anna Maria va ser enviada el 1842 al Col·legi de les «noies nobles i pobres» de Milà. A partir d'aquell entorn intolerant i austríac va sortir en 1851 amb les idees «tot contràries de les que ensenyaven».
Les idees de Mozzoni eren les dels pares, i en la seva casa va poder trobar els llibres de la il·lustració francesa, i de Fourier, Filangieri, Mazzini, Parini, i Carlo Porta. La mare, a més dels valors del Risorgimento, li va mostrar el «perjudici comú que la dona tenia prohibit el lliure pensament».
El seu pare, entusiasta de la ciència, inventor d'una màquina per tallar les fulles de la morera i d'un dispositiu «per a extreure verins de l'estómac», va acabar dedicant-se a la seva filla adolescent seduint-la amb l'esperitisme i amb la recerca experimental de l'evidència de l'existència de Déu. Aquestes experiències aviat van ser condemnades per Mozzoni, però també justificades en contra de «l'exclusivisme limitat que tanca el camí per a l'examen i deixa de banda a la disciplina de deixar els interessos suprems de la veritat». Alhora ella va reivindicar la seva llibertat d'examen i judici: «No crec que pertanyi a cap secta, a qualsevol sistema, a qualsevol escola. No crec en la infal·libilitat del Papa, però renegant això, no la substituiré per la de Mazzini, o de cap altra persona».
Dedicat a la seva mare i dirigit a les dones joves, amb l'esperança que el Risorgimento polític fos també el ressorgiment de la dona, va escriure La donna e i suoi rapporti sociali (La dona i les seves relacions socials), publicat en 1864.
Convençuda republicana, no va dubtar de culpar Mazzini i els seus seguidors de la idea conservadora que el lloc d'una dona és només en la família: «No diuen que la dona està feta per a la família, que la família és el seu regne i el seu imperi! Aquests són desvaris estèril com milers d'altres del mateix tipus! Ella existeix en la família, en la ciutat, al davant dels drets i deures; d'aquests, a més, ella no existeix enlloc».
Encara més amarga va ser la controvèrsia amb Proudhon, a qui havia conegut el 1857 pels articles de Jenny d'Héricourt contra els utopistes francesos publicats en la revista La ragione (La raó), dirigida per Ausonio Franchi, que condemnaven a les dones, ja que les consideraven éssers inferiors mental i moralment, amb l'exclusió de tota participació activa en la societat, una posició que era un refugi dels reformadors del segle xvii.
D'altra banda, fins i tot Mozzoni creu que la generalitat de les dones, «a causa de la densa foscor de seixanta segles» d'intimidació, encara no està madura per a l'exercici del dret al vot polític, i s'acontenta a sol·licitar el dret de votar en les eleccions locals, com un primer pas per a l'adquisició dels drets electorals complets. Això, juntament amb el dret a l'educació, l'accés a la professió i l'ocupació, i una reforma del dret de família, són part de les peticions que ella va fer en 18 punts, encara que parcials i insuficients «per a l'esperit de l'època encara infantil», amb els que conclou el llibre.
Anàlegs són els temes de la dona cara al projecte del nou Codi Civil italià, un breu article publicat a Milà el 1865. L'ocasió va ser donada pel projecte de la reforma del Codi Civil del ministre Pisanelli que, encara que era molt limitada, va despertar la forta oposició del Senat. La reforma introduïa al Regne d'Itàlia el matrimoni civil, emancipant l'Estat «d'una religió dominant que implicava el desànim del culte tolerat» i obeint «el principi de la llibertat de consciència», però va mantenir el domini del marit sobre la seva dona, seguint un «monarcato patriarcale» (patriarcat familiar) del qual no tenia «el coratge civil d'emancipar-se».
En aquests anys van néixer, per iniciativa dels cercles democràtics i de la Società femminili di mutuo soccorso (Societat d'Ajuda Mútua de la dona), algunes escoles professionals reservades a les nenes. En el document Un passo avanti nella cultura femminile. Tesi e progetto (Un gran avanç en la cultura de les dones. Tesi i projecte), escrit el 1866, Mozzoni va posar l'accent en els seus límits i en la precarietat existent, i va suggerir una educació adequada amb la introducció de l'estudi de les llengües estrangeres, de la ciència, de la història i de la condició de la dona en el món, com a formació en l'adquisició de «l'esperit de llibertat» que és necessari per a formar «ciutadans d'un Estat modern».
Al 24 de novembre de 1867, Anna Maria Mozzoni va realitzar una conferència, que va recollir en el volum Il Bonapartismo in Italia. Memoria (El Bonapartisme a Itàlia. Memòria), originada per la batalla fallida de Garibaldi a Mentana per la decisiva intervenció de les tropes franceses. L'objectiu de la política italiana de Louis Bonaparte, d'acord amb Mozzoni, era restaurar el papat, «que justifiqui el principi que li falta, és a dir, una dosi de radicalisme que concili a través del temps» per tal d'imposar-se a Itàlia i «ser el centre d'un moviment exemplar i després vigent en món llatí».
El 1870, després d'haver traduït The Subjection of Women (La submissió de les dones) de John Stuart Mill, va ser cridada per Vincenzo De Castro per a ensenyar filosofia moral a l'escola secundària femenina «Maria Gaetana Agnesi» de Milà. Al març de 1871, va dur a terme una gira de conferències a Gènova i Florència junt amb Maria Antonieta Torriani, futura marquesa Colombi, professora de literatura de la mateixa escola.
El 1885, va anar a Portoferraio (Elba), juntament amb el diputat Agostino Bertani, per a visitar l'anarquista Giovanni Passannante, condemnat primer a mort i després a cadena perpètua per intentar assassinar el rei Humbert I. Mozzoni i Bertani es van sorprendre pel tracte inhumà del detingut i ho van denunciar públicament, causant un gran enrenou polític i mediàtic. La periodista va escriure un article titulat Come muore Passannante (Com es mor Passannante), que va ser publicat a l'Italia del Popolo i a Il Messaggero. També va enviar una carta al rei demanant-li la intercessió, però mai en va rebre resposta No obstant això, gràcies a Mozzoni i Bertani, l'anarquista va ser sotmès a un examen mèdic, declarat boig, i traslladat a un manicomi en condicions més dignes.
El 1886, es va casar a l'edat de 49 anys amb el comte Malatesta Covo Simoni, deu anys més jove. El matrimoni només va durar set anys i va tenir efectes molt negatius sobre la personalitat d'Anna Maria Mozzoni, principalment a causa de les conseqüències legals.
Va lluitar tota la seva vida per a la concessió del vot a les dones, presentant propostes al Parlament italià el 1877 i el 1906. A l'any 1878 va representar Itàlia al Congrés Internacional per als drets de la dona de París. A l'any següent va fundar a Milà la Lega promotrice degli interessi femminili (Lliga per a promoure els interessos de les dones).
Es va apropar al moviment socialista, di urant els primers anys del segle xx va criticar les propostes de la tutela del treball femení, sostingudes per Anna Kuliscioff, convençuda que haurien de legitimar la diferenciació salarial.
Va morir als 83 anys, el 1920.

## Obres
- La donna e i suoi rapporti sociali, Milano, Tipografia Sociale, 1864
- La donna in faccia al progetto del nuovo Codice civile italiano, Milano, Tipografia Sociale, 1865
- Un passo avanti nella cultura femminile. Tesi e progetto, Milano, Tipografia Internazionale, 1866
- Il Bonapartismo in Italia. Memoria, Milano, Tipografia Terzi, 1867
- La servitù delle donne, traducció de J. S. Mill, The Subjection of Women, Milano, Legroy, Tipografia Sanvito, 1870
- Sul regolamento sanitario della prostituzione, a «La Riforma del secolo XIX», Milano, 1870
- Del voto politico alle donne, conferència del 1877
- Il Congresso Internazionale per i diritti delle donne in Parigi, a «La donna» 10/305, 1878
- Della riforma sociale in favore delle donne, Roma, 1880
- I socialisti e l'emancipazione della donna, Alessandria, 1892
- La liberazione della donna, a cura de F. Pieroni Bortolotti, Milano, Mazzotta, 1975